# Blake et Mortimer (série télévisée d'animation)
Blake et Mortimer est une série télévisée d'animation franco-canadienne en treize épisodes de 45 minutes (ou 26 épisodes de 24 minutes), créée d'après la série de bande dessinée éponyme d'Edgar Pierre Jacobs par les studios Ellipse et Cactus Animation, produite par Dargaud Films, Canal+, France 3 et M6 et diffusée à partir du 17 avril 1997 sur Canal+, rediffusée à partir du 28 juin 1998 sur France 3 dans l'émission Les Minikeums et du 5 septembre 1999 sur M6 dans l'émission M6 Kid. Au Québec, la série a été diffusée à partir du 7 juillet 1997 à Super Écran, puis à partir du 4 septembre 1998 sur Télétoon.
Depuis le 9 juin 2020, la série est disponible sur Amazon Prime Video avec des épisodes coupés en deux et dans un ordre différent de celui d'origine.

## Synopsis
Les héros d'Edgar P. Jacobs portés à l'écran. Le Professeur Philip Mortimer et le Capitaine Francis Blake sont emportés dans d'incroyables et périlleuses aventures. Ils y affrontent régulièrement leur ennemi juré : le Colonel Olrik.

## Fiche technique
- Réalisation : Stéphane Bernasconi et Yannick Barbaud
- Musique : Jean-Claude Deblais et Loran Romain

## Distribution des voix
- Robert Guilmard : Capitaine Francis Blake
- Michel Papineschi : Professeur Philip Mortimer
- Mario Santini : Colonel Olrik (sauf La Marque jaune 1re partie)
- Olivier Proust : Sharkey, Nicolas Flamel
- Gilbert Levy : Commissaire Pradier, Nasir, Général Carpot, Ahmed Rassim Bey, Magon, voix diverses
- Yves Barsacq : Sir Deloraine, Colonel Dorian Cartwright, le clochard (L'Affaire Francis Blake), Dr Grossgrabenstein
- Jean-Claude Sachot : Freddy, Sir Hugh Calvin, Sadi (SOS Météores uniquement), Jean Duranton,  Sir Harold Smith, Akira Satō (L'Héritage du viking uniquement), voix diverses
- Christian Peythieu : Professeur Miloch, Commissaire Kamal, Ernest, Inspecteur Glenn Kendall (Le Testament de l'Alchimiste uniquement)
- Hervé Bellon : Docteur Jonathan Septimus, Akira Satō (Les Trois Formules du Professeur Sato uniquement)
- Daniel Lafourcade : Abdul
- Pierre Baton : Abdel Razek, Youssef
- Bruno Dubernat : L'empereur, Focas
- Patrice Baudrier : Mohammed Wali, Art Cobblespiner
- Régine Teyssot : Miss Webster, la princesse Ariane
- Patrick Messe : Leslie Macomber, Victor Stone
- Martin Brieuc : Jack, Razul Kim, John Church, Sadi (Le Secret de l'île de Paques uniquement), Inspecteur Glenn Kendall (derniers épisodes)
- Claire Guyot : Margaret
- Patrick Borg : Jack Harper, Sire Gui, Ishma
- Achille Orsoni : Docteur Lee, Sir William Gray
- William Sabatier : Inspecteur Glenn Kendall (La Marque jaune uniquement)
- Henri Labussière : Wilbur James
- Mathieu Buscatto : Docteur Robert Vernay
- Pierre Hatet : Basileus, le général (L’Énigme de l'Atlantide)
- Jean Négroni : Docteur Longneck
- Jean-Pierre Leroux : Professeur Labrousse
- Danièle Hazan : Catherine (la femme de ménage de Labrousse)
- Brigitte Berges : Agnès
- Michel Tugot-Doris : Sir Williamson
- Éric Legrand : Vincent (le majordome de Duranton)
- Anneliese Fromont : Virginia Campbell
- Kelvine Dumour : Ragnarsdottir
- Frédéric Cerdal : Docteur Fuentes, Ragnar
- Maïté Monceau : Katherina
- Guillaume Orsat : Morata
- Roland Timsit : Narrateur et voix diverses (Le Secret de l’Espadon)
- Jacques Frantz : Narrateur des résumés (voix principale)
- Georges Caudron : Narrateur des résumés (voix de remplacement)

Produite par L'Européenne de Doublage sous la direction artistique de Gilbert Lévy.
 Source et légende : version française (VF) sur RS Doublage

## Épisodes
1. Le Secret de l'Espadon, partie 1 (adaptation des albums éponymes d'Edgar P. Jacobs)
2. Le Secret de l'Espadon, partie 2
3. Le Mystère de la Grande Pyramide, partie 1 (adaptation des albums éponymes d'Edgar P. Jacobs)
4. Le Mystère de la Grande Pyramide, partie 2
5. La Marque jaune, partie 1 (adaptation de l'album éponyme d'Edgar P. Jacobs)
6. La Marque jaune, partie 2
7. L'Énigme de l'Atlantide, partie 1 (adaptation de l'album éponyme d'Edgar P. Jacobs)
8. L'Énigme de l'Atlantide, partie 2
9. S.O.S. météores, partie 1 (adaptation de l'album éponyme d'Edgar P. Jacobs)
10. S.O.S. météores, partie 2
11. Le Piège diabolique, partie 1 (adaptation de l'album éponyme d'Edgar P. Jacobs)
12. Le Piège diabolique, partie 2
13. L'Affaire du collier, partie 1 (adaptation de l'album éponyme d'Edgar P. Jacobs)
14. L'Affaire du collier, partie 2
15. Les trois Formules du professeur Satō, partie 1 (adaptation des albums éponymes d'Edgar P. Jacobs et de Bob de Moor)
16. Les trois Formules du professeur Satō, partie 2
17. L'Affaire Francis Blake, partie 1 (adaptation de l’album éponyme de Jean Van Hamme et Ted Benoit)
18. L'Affaire Francis Blake, partie 2
19. L'Héritage du viking, partie 1 (scénario propre à la série télévisée)
20. L'Héritage du viking, partie 2
21. Le Testament de l'alchimiste, partie 1 (scénario propre à la série télévisée)
22. Le Testament de l'alchimiste, partie 2
23. Le Secret de l'île de Pâques, partie 1 (scénario propre à la série télévisée)
24. Le Secret de l'île de Pâques, partie 2
25. La Porte du druide, partie 1 (scénario propre à la série télévisée)
26. La Porte du druide, partie 2